# 斯波義重
斯波 義重（しば よししげ）は、室町時代前期の守護大名。室町幕府7代管領、越前・尾張・遠江・加賀・信濃守護。斯波氏（武衛家）6代当主。後に義教（よしのり）と改名。管領として長年に亘って室町幕府を支えた斯波義将の嫡男で、自身も幕府の宿老として重んじられた。

## 生涯

### 前半生
建徳2年/応安4年（1371年）、斯波義将と正室・吉良氏の嫡男として生まれる。元服して｢義重｣（よししげ）と名乗った後、従五位下治部大輔に任官。父と同じく3代将軍足利義満に仕え、明徳2年/元中8年（1391年）に叔父の大野斯波家当主斯波義種に代わって加賀守護に任じられ、翌明徳2年（1391年）12月に起こった明徳の乱では父に代わって斯波軍を率いて参陣し、一色詮範と共に山名氏清を敗走せしめた（『明徳記』）。翌年8月に行われた相国寺供養では6騎を率いて参加し、従弟の斯波満種（義種の嫡子）と共に将軍義満の後陣随兵の一番を勤めている（『相国寺供養記』）。明徳4年7月10日（1393年）には加賀守護が叔父に戻されているが、幕閣随一の実力者の御曹司として順調に経験を積んでいった。
応永2年（1395年）頃から出家した父に代わって斯波家の家督を継承したと思われ、官も左衛門佐に進んだ。応永5年（1398年）に武衛家の本領ともいえる越前守護に補任、さらに父と同じく信濃守護も兼ねて、義満よりその所領の仕置きを命じられている。翌年の応永の乱では父と共に幕府方として参戦し、負傷しながらも武功を挙げた。翌応永7年（1400年）にその功績を賞されて尾張守護に任じられた。
応永10年（1403年）、嵯峨洪恩院で避難生活を送っていた伏見宮栄仁親王に対し、自身が所有する嵯峨の有栖川山荘を提供する。親王はこの山荘で数年間を過ごし、『有栖川殿（有栖河殿）』と称されている。
義重は義満からの寵愛を受け、その猶子となると共に名を義教（よしのり）と改めている。そればかりか、将軍家の宝剣である「腕丸」を自筆の書状と共に賜り、さらには応永12年（1405年）に左兵衛督に進み、同年7月からは幕府管領に任じられ、新たに遠江守護を加えられた。ここに以降の斯波氏の領国である越前・尾張・遠江の世襲守護職が確立したのである。なお同年には尾張守護所下津城の別郭として、後世にその名が知られるようになる清洲城を築城している。応永15年（1408年）に義満が没すると、その葬儀に際しては将軍義持、舎弟義嗣、日野重光（義満の義弟）とともにひきづなを取った。
義満死後は室町殿の地位を継いだ4代将軍足利義持を補佐したが、応永16年（1409年）6月には義持の後見人となった父に管領職を代わり、さらに8月には管領職は義重の嫡男である義淳に任じられて義将はその後見となり、義重はさらにその代行として将軍家御教書に花押する立場となった（『東寺百合文書』）。こうして義将は室町幕府における義将-義重-義淳の武衛家三代の体制を整えたが、まもなく義将は没して、義淳も管領職を解かれたため、斯波氏主導の体制も終焉を迎えた。

### 後半生

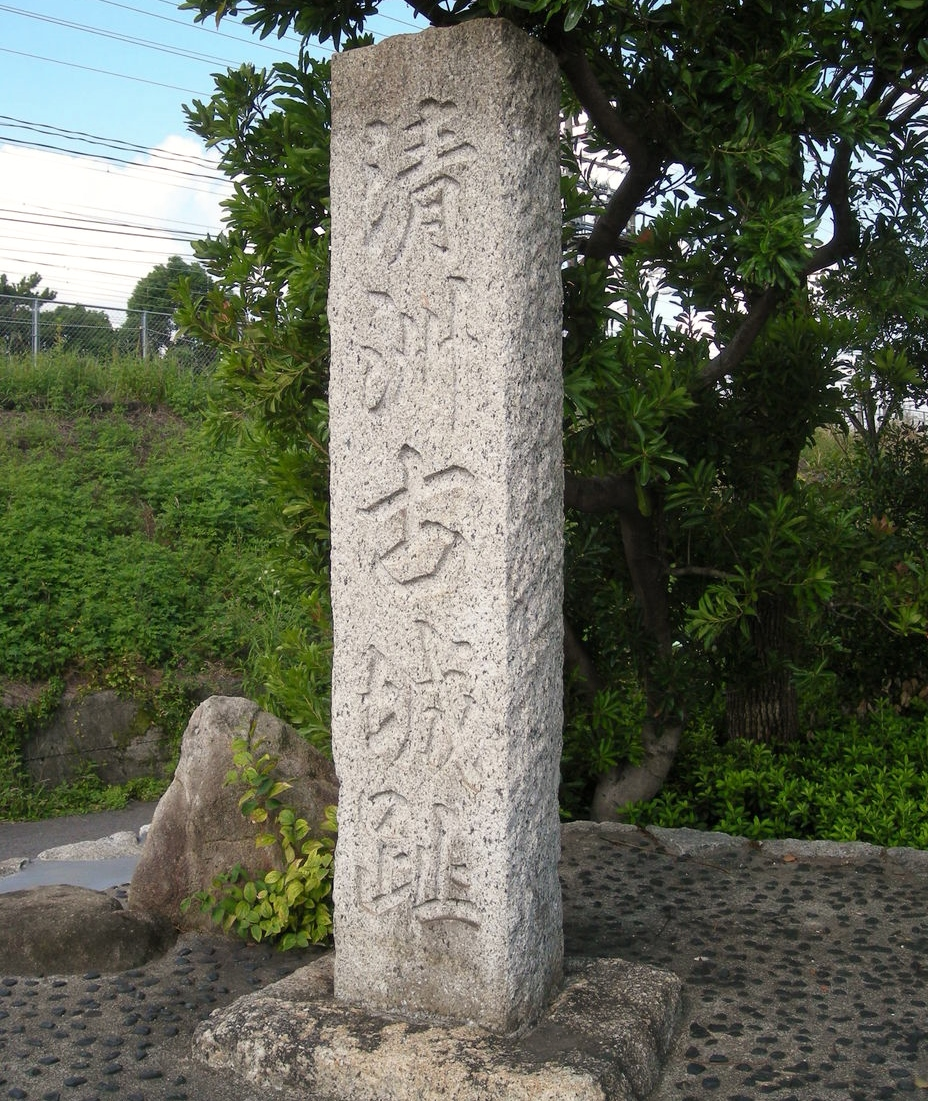
清洲城跡

義将の死によって義重は斯波一門の実権を得たものの、晩年の義将による斯波氏主導の幕政は周囲の反感を招いており、従弟の満種が将軍義持の忌避に触れて加賀守護を奪われた上に応永21年（1414年）には高野山へ隠棲するなど、幕閣における斯波氏の立場は徐々に弱まる結果になった。それでも斯波氏が幕府第一の家門で、自身も幕閣の重鎮であることに変わりはなく、将軍義持も度々武衛邸を訪れている。宿老としての義教は応永20年（1413年）の正月11日に行われた評定始では真言院の再建を提案、幕閣の大名1人につき100貫文を供出するよう進言し、翌年12月19日の称光天皇即位式には諸侯中最高の200貫700文を即位用途として献上するなどの活動が見られる。
また領国の経営も積極的に行い、3ヶ国の守護国の中でも特に尾張の経営に力を入れ、尾張国衙領に対して織田氏・甲斐氏・二宮氏などの重臣を給人とし、年貢を徴収する体制を設定した。これに伴い尾張国内の国人を被官化させるなど、尾張の守護領国化を強力に推し進めた。その他にも寺社勢力との関係改善や強化に努めている。
応永25年（1418年）8月10日、俄かに病を発した。義重はこの時に死期を悟ったのか、その日のうちに石清水八幡宮に馬1匹と越前国山本荘の年貢3000疋を寄進した。同月17日には将軍義持の見舞いを受けたが、翌18日の申の刻に死去した。享年48。遺言によって遺骸は嵯峨の法音院（洪恩院か）に土葬された。法名は興徳寺殿道孝大純。

## 人物

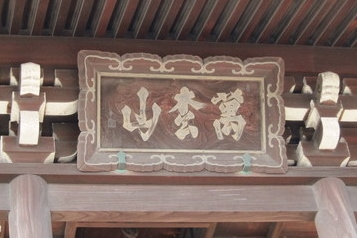
義重の筆と伝わる頓聴寺の扁額

- 父の義将と同じく文化に造詣が深く、その歌は勅撰和歌集『新続古今和歌集』に選ばれている。また連歌にも優れ、室町中期の連歌師である心敬は当時の連歌の「大家」として細川満元、赤松義則とともに義重の名を挙げている（『大日本史料』）。この文化への造詣の深さは「数寄に惹かれた」と伝わる嫡子義淳にも受け継がれている。
- 能書家としても知られ、頓聴寺（愛知県一宮市）に掲げられる「萬松山」の扁額は、義重の筆によるものといわれる。幕末から明治にかけて刊行された『尾張名所図会』の「頓聴寺萬松山」の項には、「名所の印あり。実に能書にして古雅なり」とあるように、その筆は後世にも評価されている。
- 死の直前、己の死期を悟った義重は静かに端坐合掌して往生したといわれる。死後、人々がその死に様を拝みに集まり、ついには将軍義持も見に来たという。
- 後述する東海璚華集でも評されるように、義重は教養を備えた思慮深い人物[14]であった。また伏見宮貞成親王も、義重が死去した際には『看聞日記』にて「世のため人のために穏便の人であった」とその死を惜しんでいる。
- 真偽の程は分からないが義持の弟義嗣が反逆した際、義嗣に加担した者として噂されたという（『看聞日記』）。

## 東海璚華集における評価
室町中期の禅僧惟肖得厳は、その著作である『東海璚華集』にて以下のように義重の優れた人品を賞している。

## 織田氏との関係

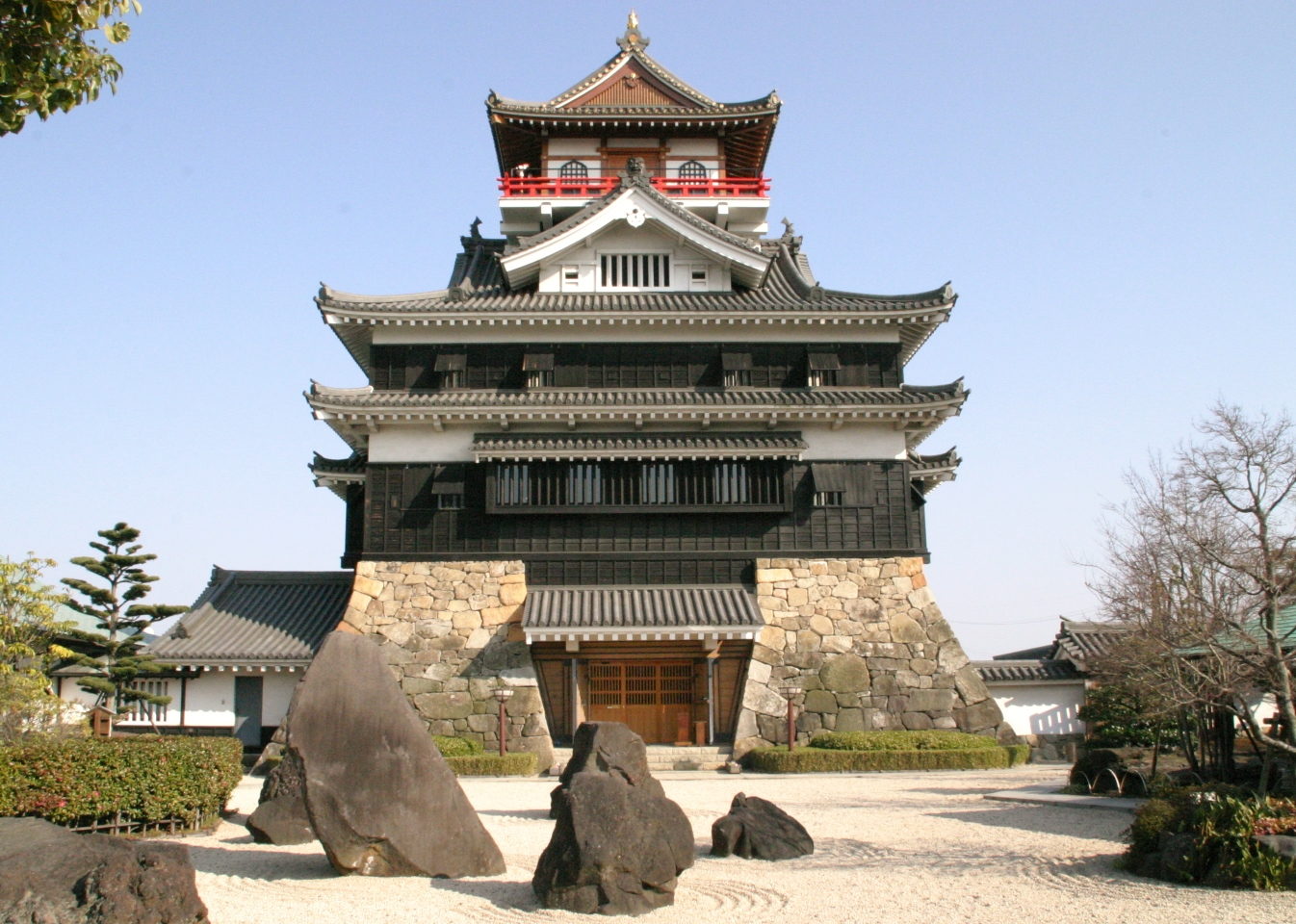
清洲城（模擬天守閣）

義重が越前守護として同国の二宮である織田社（劔神社）に参拝した折、同社の神官の子息が聡明であったため、その子息を自身の近習として貰いうけたという。後に義重はこの近習に対して新たに守護となった尾張国内に所領を与えた。近習は故地から織田常昌と名乗り、尾張織田氏の祖になったとされる。後代、この織田氏は守護斯波氏を押さえて国内の実権を握り、やがてその一族の中から織田信長を輩出し、ついに斯波氏は尾張を追われて事実上滅亡することになる。

## 官歴
- 元中8年/明徳2年（1391年）：加賀守護に任じられる。
- 明徳4年（1393年）:加賀守護を退く。
- 応永2年（1395年）：左衛門佐に昇進。
- 応永5年（1398年）：武衛家家督、越前・信濃守護に任じられる。
- 応永7年（1400年）：尾張守護を兼ねる。
- 応永9年（1402年）：信濃守護を退く。従四位上。
- 応永12年（1405年）：左兵衛督に昇進。管領に就任し遠江守護を兼ねる。
- 応永16年（1409年）：管領を辞す。

## 偏諱を受けた人物
義重時代
- 島田重憲
- 織田重治

義教時代
- 朝倉教景[15]
- 織田教信（常松、常昌の孫とされる）
- 織田教長（常松の子）
- 織田教広[16]（常昌の孫、常松の弟とされる）
- 甲斐教光（妻の父・義父）
- 岩井教秀
- 大宝寺教氏

## 注記
1. ↑  『尊卑分脈』・『新続古今集』・『斯波家譜』等による。
2. ↑  二宮種氏・島田憲国・島田重憲・甲斐将教・由宇氏実・氏家将光の6騎。
3. ↑  このときの義重の装いは黒糸威に白覆輪の鎧と地紅直垂を着用し、黄金造の太刀を佩いて黒馬に騎乗していたとされる。
4. ↑  分国支配の経験に富む義種に加賀を委ねる事が有利と見た義将の判断（『足利一門守護発展史の研究』）とも、義重の消極的な性格に由来する職務遂行能力の欠如（『室町期の斯波氏について』）とも解される。また、前月に義将が管領に復帰したこととの関連の可能性もある。
5. ↑  後に信濃は小笠原長秀に交代する。
6. ↑  応永8年に火事で伏見宮御所が焼失していたため。
7. ↑  6代将軍となった足利義宣が同じく「義教」に改名したため、後代の人は義重の「義教」名義を憚り（『斯波家譜』）、「正三位義重（『新続古今集』）」や「故義重卿（『薩戒記』）」と、「義重」の名で記している。
8. ↑  『斯波家譜』
9. ↑  『室町期の斯波氏について』は改名時期を応永9年正月7日から15日の間と推定する。
10. ↑  花押を行っていたのは義将であるとする説もある（『執事補任次第』「依為幼少、祖父法花寺代孫載判形」）。
11. ↑  大内裏に設けられた修法道場。宮中真言院、修法院、曼荼羅道場とも呼ばれる。
12. ↑  『満済准后日記』
13. ↑  『即位調進物下行等（永仁・応安・永徳・応永）』
14. ↑  『斯波義重の動向』（秋元信英）
15. ↑  足利義教からとの説もあるが、時期及び立場からして義重（義教）からのものである可能性が高い。
16. ↑  『信長公記』による織田氏の系譜において織田常竹の父とされる人物。